# Miguel Merino y Melchor
Miguel Merino y Melchor (Villafranca de Montes de Oca, Burgos, 24 de abril de 1831 - Madrid 7 de marzo de 1905) fue un matemático, astrónomo y político español, secretario general de la Real Academia de Ciencias Exactas, Físicas y Naturales.
Se doctoró en Ciencias Exactas, fue director del Observatorio Astronómico de Madrid y consejero de la Real Academia de Ciencias Instrucción Pública. Publicó varias obras científicas. En política fue designado senador.